# Binyamina
Binyamina (em hebraico moderno: בינימינה) é uma pequena localidade com cerca de 8500 habitantes no noroeste de Israel, junto ao Mar Mediterrâneo, a sul de Haifa e a norte de Netanya. Foi fundada em 1922. Recebeu o nome como homenagem ao Barão Binyamin Rothschild (1845-1934), um filantropo e apoiante da presença judaica na Palestina. 
O local arqueológico de Cesareia (Caesarea Maritima) localiza-se perto de Binyamina. 